# Herb Skępego
Herb Skępego – jeden z symboli miasta Skępe i gminy Skępe w postaci herbu.

## Wygląd i symbolika
Herb posiada tarczę herbową koloru czerwonego. Głównym elementem herbu jest wizerunek białej ceglanej bramy miejskiej z trzema blankami. Na każdej blance umieszczony jest jeden czarny krzyż o równych ramionach. Brama posiada otwarte żółte wrota z czterema czarnymi okuciami. W bramie umieszczona jest biała strzała skierowana grotem do góry, podparta białym półpierścieniem.
Brama nawiązuje do herbu Grzymała rodu Garwaskich, byłych właścicieli miasta, a krzyże – do klasztoru Bernardynów znajdującego się w mieście.